# مریتشنا
مریتشنا (به چکی: Mříčná) یک منطقهٔ مسکونی در جمهوری چک است که در ناحیه سمیلی واقع شده‌است. مریتشنا ۵۱۰ نفر جمعیت دارد و ۴۳۱ متر بالاتر از سطح دریا واقع شده‌است.